# Gärten hinter der Veste
Gärten hinter der Veste ist seit 1825 ein Stadtteil nördlich der Nürnberger Burg und der Name der Gemarkung 3420, die Anteile an den Statistischen Bezirken 8, 25 und 26 hat. Sehenswert ist die Bebauung, die zahlreiche unterschiedliche Stilelemente der Zeit ab 1860 aufweist.

## Geographie
Gärten hinter der Veste liegt nördlich der Altstadt und ist (dem Uhrzeigersinn folgend und im Norden beginnend) von den Stadtteilen Kleinreuth und Großreuth hinter der Veste, Maxfeld, Sebald und St. Johannis umgeben.

## Struktur
Gärten hinter der Veste ist ein dicht bebauter gründerzeitlicher Stadtteil in Blockstruktur. Die Straßenblöcke folgen einem variierten Rechteckraster, das durch mehrere Straßendiagonale und geometrische Plätze aufgelockert ist. Die geschlossene Bebauung variiert von vier bis sechs Geschossen. Freistehende villenartige Stadthäuser sind nur vereinzelt, etwa entlang der (unteren) Pirckheimerstraße, entstanden. Der Wiederaufbau hat die Blockstrukturen der Entstehungszeit nicht infrage gestellt. Einzelne Ersatzbauten entstanden in der Regel auf den ursprünglichen Baulinien. Lediglich im Bereich Pirckheimerstraße/Pilotystraße wurden in den späten 1950er und frühen 1960er Jahren wenige Punkt- und Zeilenhäuser errichtet, sie konnten den Gesamtcharakter des Stadtteils aber nicht umprägen. 
Gärten hinter der Veste war in der Entstehungszeit bevorzugte Wohnlage großbürgerlicher Familien und des oberen Mittelstandes. Nachdem diese Bevölkerungsgruppen in der Nachkriegszeit „ins Grüne“ abgewandert waren, wurde es seit den frühen 1980er Jahren ein beliebtes Viertel für Studenten, viele der teils über 200 m² großen Wohnungen wurden von Wohngemeinschaften genutzt. In den späten 1980er und den 1990er Jahren wurden viele Häuser aufwändig saniert; danach zog das Viertel viele Wohlstandsbürger, aber auch Kreative an. Seit dieser Zeit wurden auch viele Wohnungen zu Büros, Kanzleien oder Arztpraxen umgenutzt. Die wenigen industriellen Liegenschaften wurden bis Ende der 1990er Jahre sämtlich aufgelassen, teilweise wurden sie in Wohn- oder Bürolofts umgenutzt, ansonsten entstanden ab 2000 mehrere größere Bürokomplexe und es ergab sich damit auch eine verhältnismäßig hohe Arbeitsplatzdichte im Dienstleistungssektor. Heute gilt Gärten hinter der Veste wegen der Zentrumsnähe und der intakten Versorgungsinfrastruktur (Läden, Dienstleistungen), seines vielfältigen gastronomischen Angebots und des Gründerzeitambientes als sehr gesuchte Wohnlage.

## Geschichte
Das Gebiet bestand ursprünglich aus Barockgärten (ähnlich denen in St. Johannis), Obstgärten und Feldern.
Gegen Ende des 18. Jahrhunderts gab es in Gärten hinter der Veste 10 Anwesen. Das Hochgericht übte die Reichsstadt Nürnberg aus, was aber vom brandenburg-bayreuthischen Oberamt Baiersdorf bestritten wurde. Alleiniger Grundherr war das Landsteueramt der Reichsstadt Nürnberg.
1806 kam Gärten bei Gärten hinter der Veste zu Bayern. Im Rahmen des Gemeindeedikts wurde 1813 der Steuerdistrikt und die Ruralgemeinde Gärten hinter der Veste gebildet. Sie war in Verwaltung und Gerichtsbarkeit dem Landgericht Nürnberg zugeordnet und in der Finanzverwaltung dem Rentamt Erlangen. In der freiwilligen Gerichtsbarkeit unterstand 1 Anwesen von 1822 bis 1840 dem Patrimonialgericht (PG) Buch, 2 Anwesen von 1821 bis 1848 dem PG Gebersdorf, 7 Anwesen von 1825 bis 1835 dem PG Gibitzenhof, 1 Anwesen von 1818 bis 1828 dem PG Kraftshof, 5 Anwesen von 1823 bis 1835 dem PG Lohe, 5 Anwesen von 1823 bis 1835 dem PG Nemsdorf und 1 Anwesen von 1822 bis 1835 dem PG Zerzabelshof. Am 1. Oktober 1825 wurde Gärten hinter der Veste nach Nürnberg eingemeindet.
Anfang des 20. Jahrhunderts wurde im Zuge der Stadterweiterung mit der Blockbebauung begonnen. Die Gärten wurden in der Gründerzeit vollflächig überbaut, der historische (heute eher irreführende) Name des dichten und nicht gartenstadtartigen Viertels rührt davon her. Umgangssprachlich wird das Viertel aber auch oft nur, zusammenfassend mit Maxfeld und östlichen Teilen von St. Johannis, „Nordstadt“ genannt.
Die stattlichen vier- bis sechsgeschossigen Wohnhäuser mit Vorgärten bieten großzügig angelegte Wohnungen für gehobene Ansprüche und sind reich und phantasievoll dekoriert. Im Gebiet der ersten Erweiterungszone im Südosten (südliche Friedrichstraße) befinden sich noch einige verhältnismäßig einfache Häuser im Nürnberger Stil mit Anklängen an die Neugotik. Um die Jahrhundertwende entstanden neben der bis dahin vorherrschenden Neugotik und Neurenaissance zunächst stattliche neobarocke Häuser mit hohen Geschossen, dann Fin-de-Siècle-Architekturen und ab etwa 1904/05 etliche Jugendstilhäuser. Der Jugendstildistrikt hat als einer der wenigen inneren Stadtbezirke die Luftangriffe des Zweiten Weltkriegs verhältnismäßig unbeschadet überstanden und weist bis heute in sich geschlossene gründerzeitliche Straßenbilder auf. Einen städtebaulichen Kristallisationspunkt bildet die monumentale neubarocke, zwischen 1923 und 1926 erbaute Oberfinanzdirektion, die in das Viertel zwischen Kreling-, Meuschel- und Schweppermannstraße eingepasst wurde und mit dem halbrunden Platz den städtebaulichen Abschluss der Hastverstraße bildet. Die nördliche Grenze des Stadterweiterungsgebiets bildeten die Kobergerstraße und der sechseckige Kobergerplatz, dessen nördliche Hälfte wegen des Ersten Weltkriegs und aufgrund der veränderten städtebaulichen Leitvorstellungen der Weimarer Zeit nicht mehr bebaut wurde. Nördlich der Grolandstraße und westlich des Nordbahnhofes entstand 1927–29 im Zuge des städtischen Wohnungsprogramms die Siedlung am Nordbahnhof nach Plänen von Ludwig Wagner-Speyer in verdichteter Zeilenbauweise.

### Einwohnerentwicklung
| Jahr      | 001818 | 001824 | 001840 | 001871 | 001885 |
| Einwohner | 445    | 336    | 440    | 3251   | 3221   |
| Häuser    | 44     | 84     | 52     |        | 260    |
| Quelle    | [ 10 ] | [ 6 ]  | [ 11 ] | [ 12 ] | [ 13 ] |

## Religion
Die Einwohner evangelisch-lutherischer Konfession sind nach St. Matthäus gepfarrt, die Einwohner römisch-katholischer Konfession sind nach St. Martin gepfarrt.

## Sehenswürdigkeiten
- Jugendstilbauten (Meuschelstraße, Hastverstraße, Krelingstraße, Pilotystraße, Friedrichstraße (nördlicher Abschnitt) und Schweppermannstraße, Kobergerplatz, teilweise auch Kaulbachstraße/Kaulbachplatz und Uhlandstraße)
- Archivpark mit Noris-Brunnen
- Uhlandschule (Uhlandstraße 33, 1911)
- Ehemalige Oberfinanzdirektion, heute Bundesfinanzdirektion (Krelingstraße 50, 1923–1926)
- U-Bahnhof Kaulbachplatz (2011)

Zahlreiche Jugendstil- und Gründerzeithäuser in Gärten hinter der Veste stehen als Einzeldenkmale unter Schutz. Der Jugendstilbezirk steht als Ganzes unter Ensembleschutz im Sinne des Bayerischen Denkmalschutzgesetzes.
Wertvolle Einzeldenkmale des Jugendstils sind:
- Friedrichstraße 50 (1901)
- Friedrichstraße 55 (1907)
- Hastverstraße 21 (1904)
- Hastverstraße 34 (Weltkugelhaus, 1905)
- Kaulbachstraße 26 (1906)
- Kaulbachstraße 32 (1906)
- Krelingstraße 33 (1906)
- Krelingstraße 35 (1906)
- Meuschelstraße 23 (Architekten Popp und Weisheit, 1904)
- Meuschelstraße 25 (Architekten Popp und Weisheit, 1904)
- Meuschelstraße 34 (Architekt Egelsehr, 1906)
- Meuschelstraße 38 (Architekt Georg Ros, 1905)
- Rollnerstraße 39 (1906)

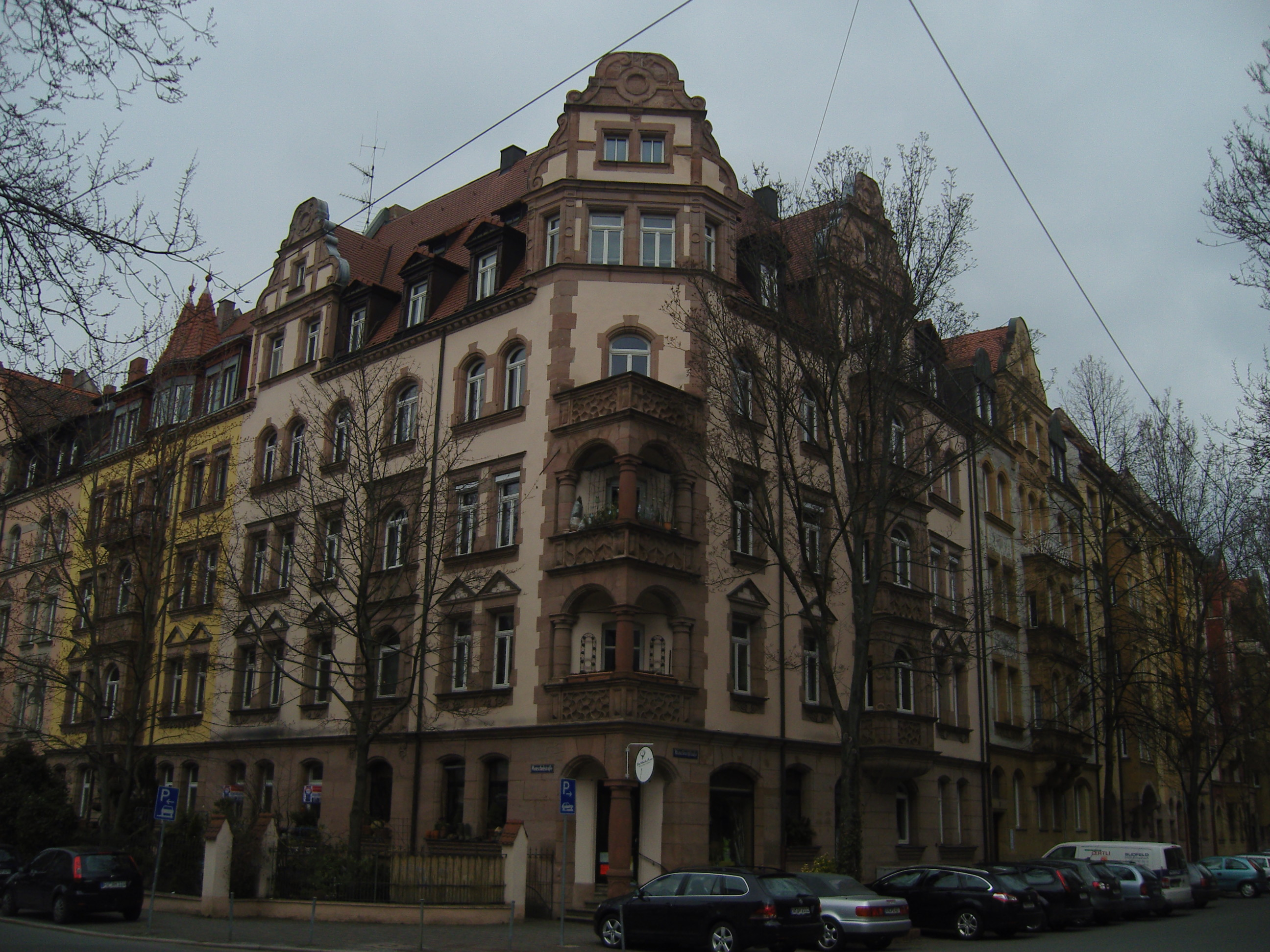
Ecke Kaulbachstraße Meuschelstraße
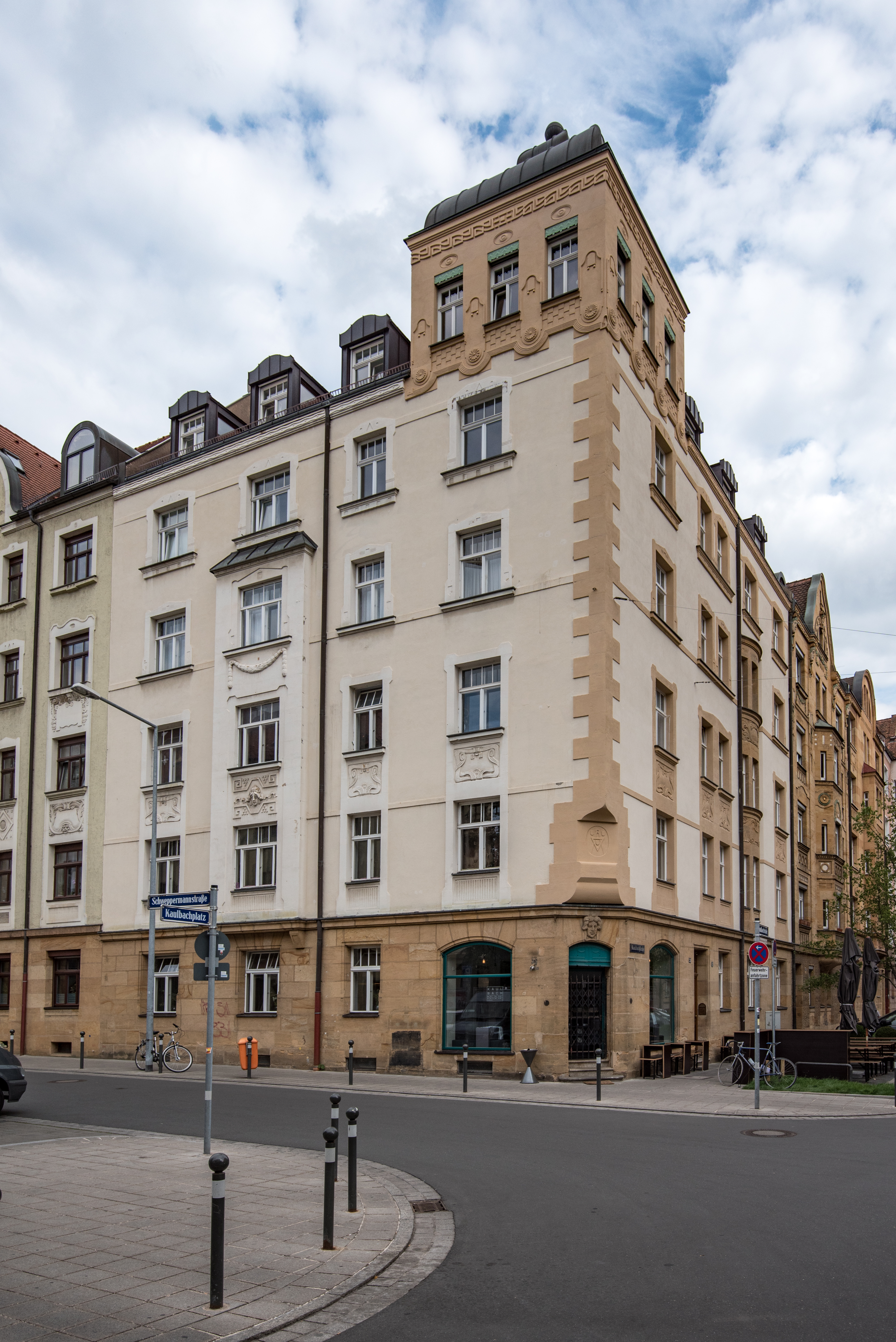
Kaulbachplatz
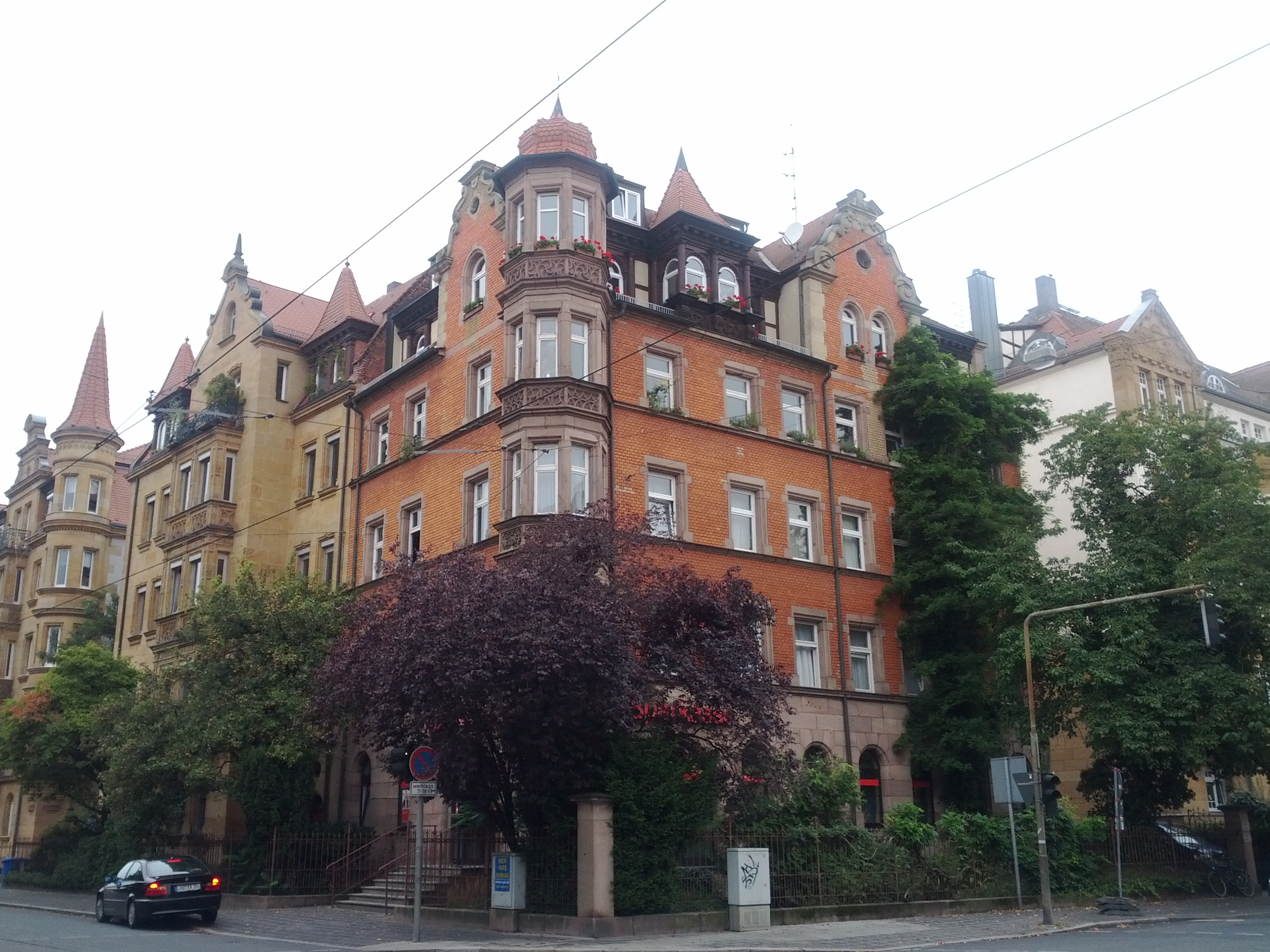
Ecke Krelingstraße Pirckheimer Straße
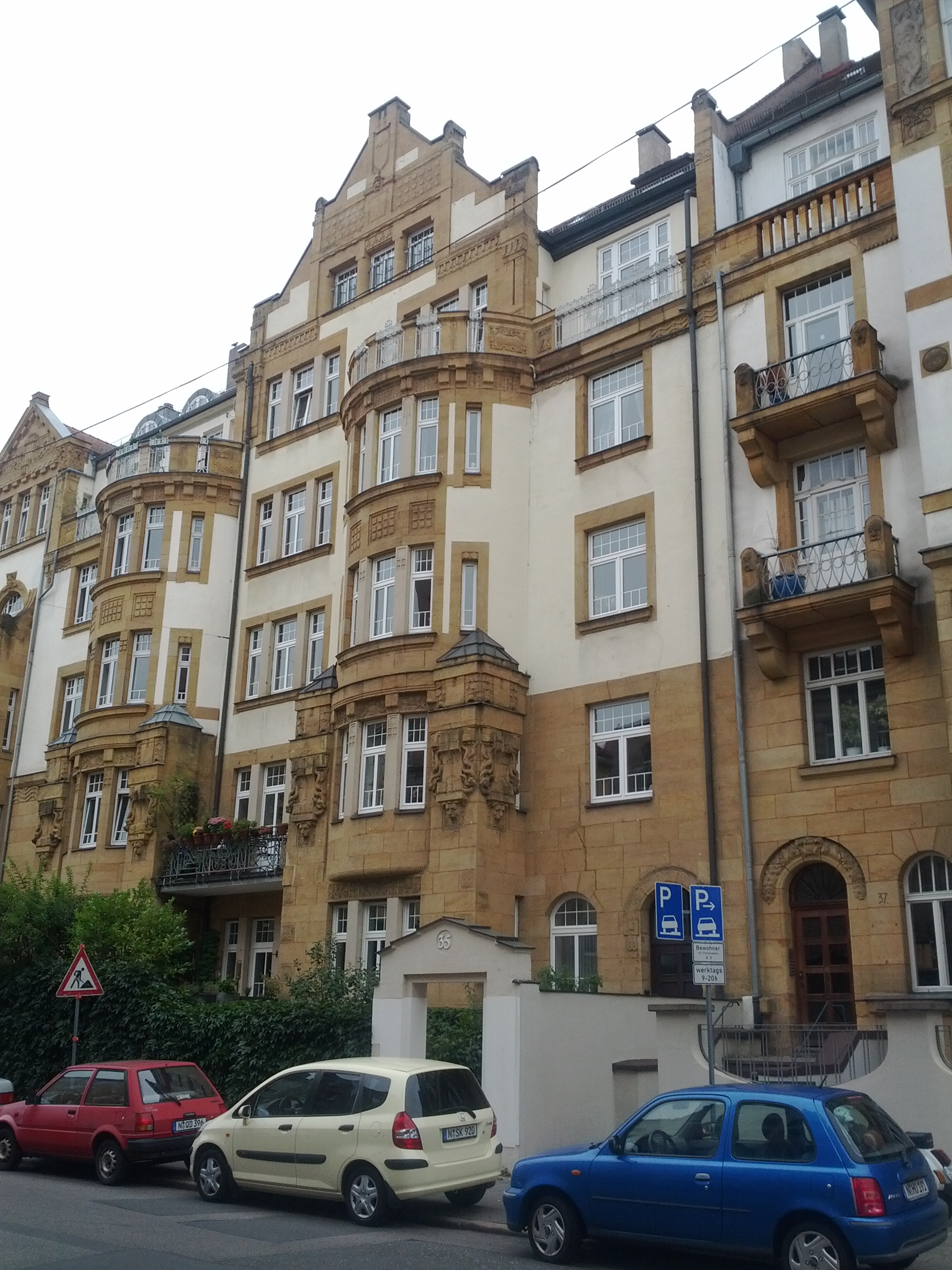
Ensemble in der Krelingstraße
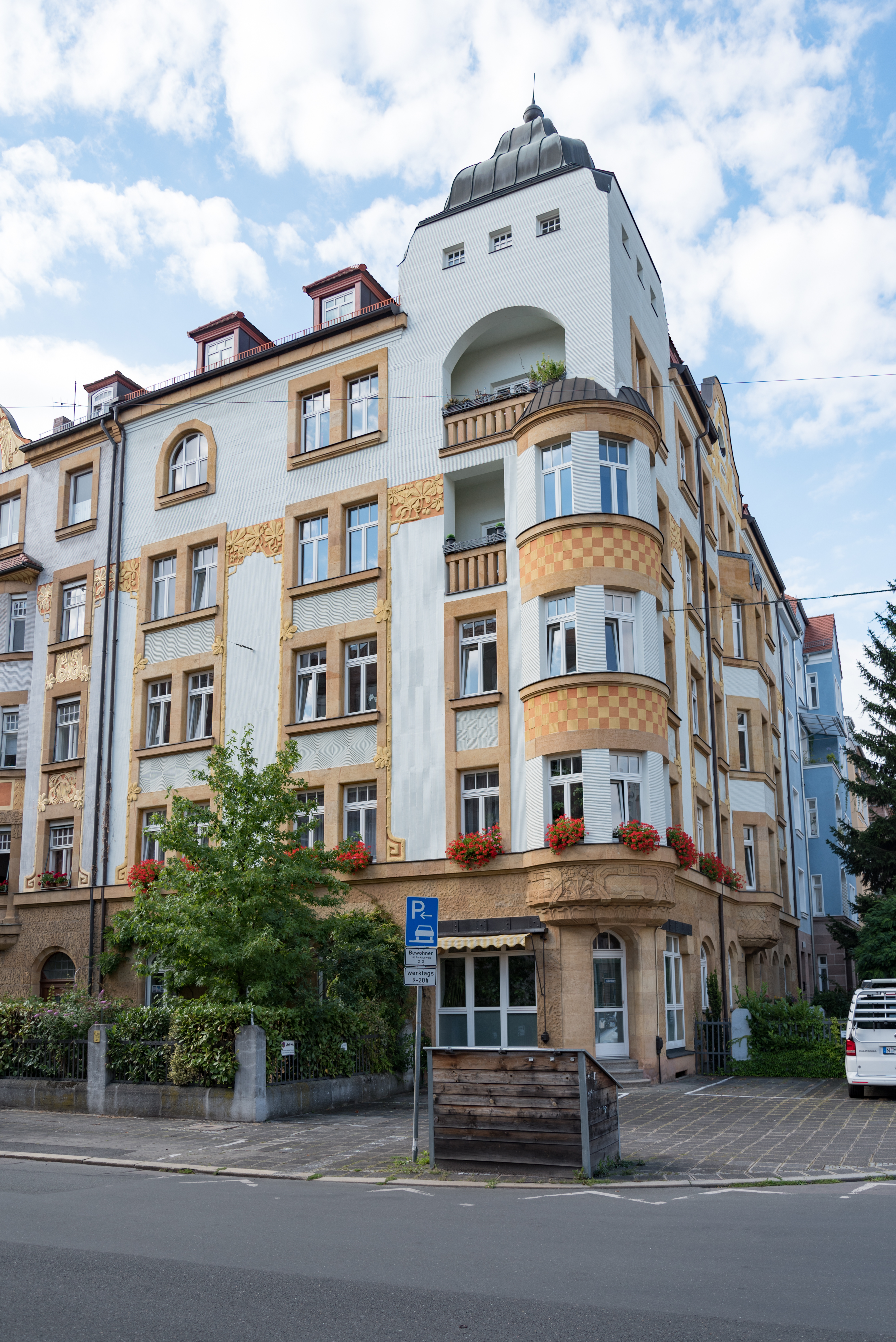
Ecke Krelingstraße Meuschelstraße
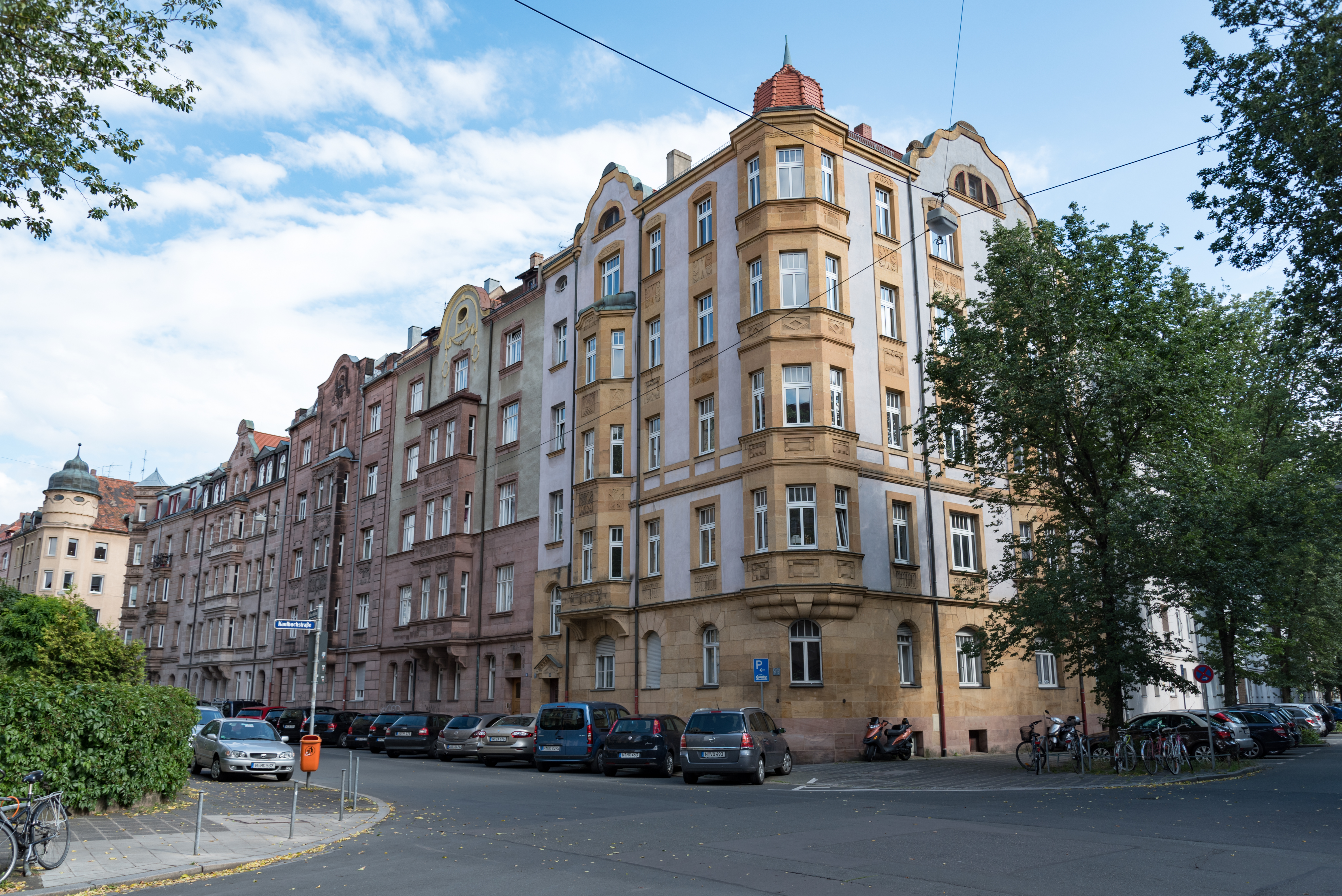
Ensemble in der Meuschelstraße
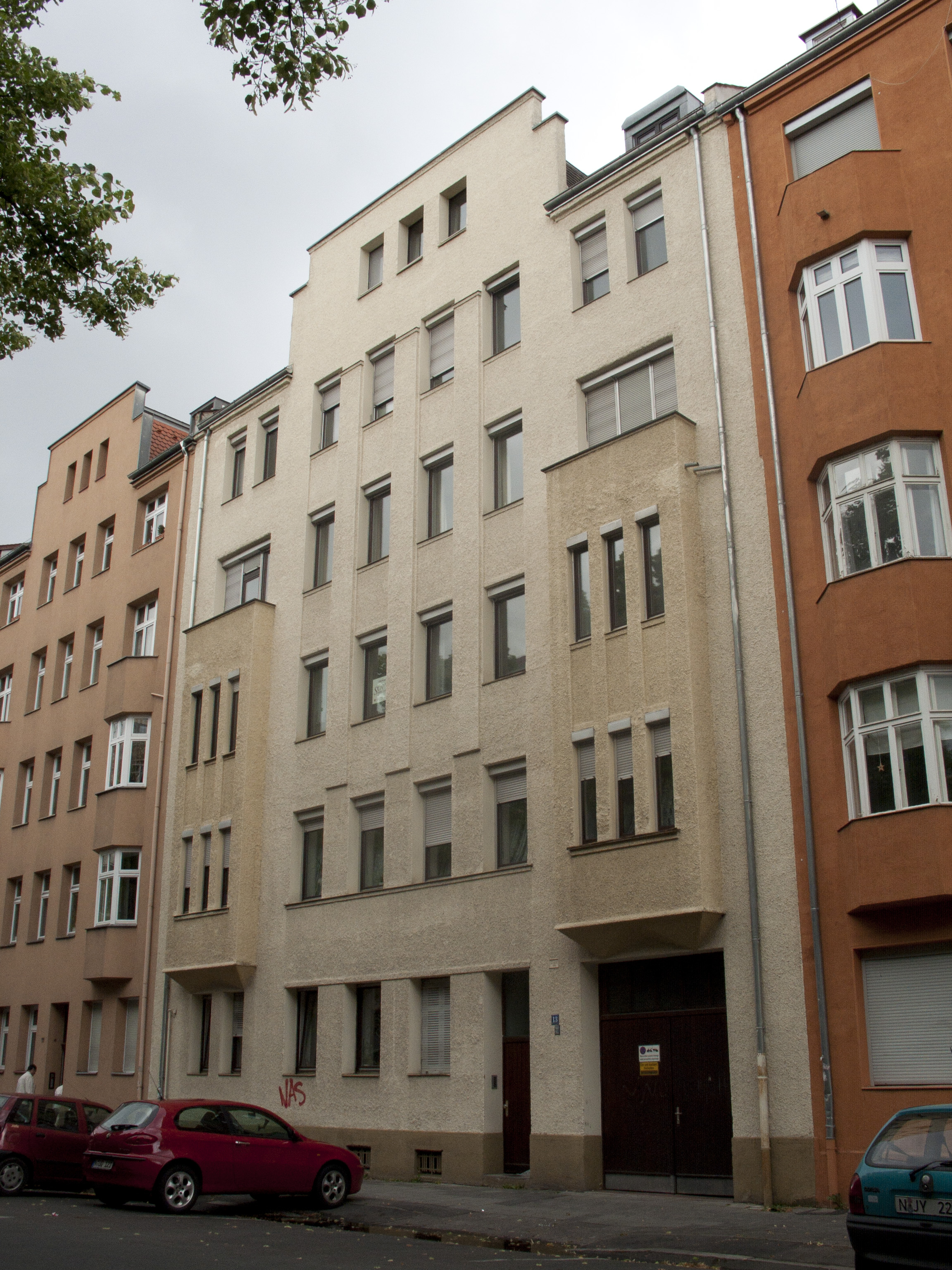
Ensemble in der Uhlandstraße
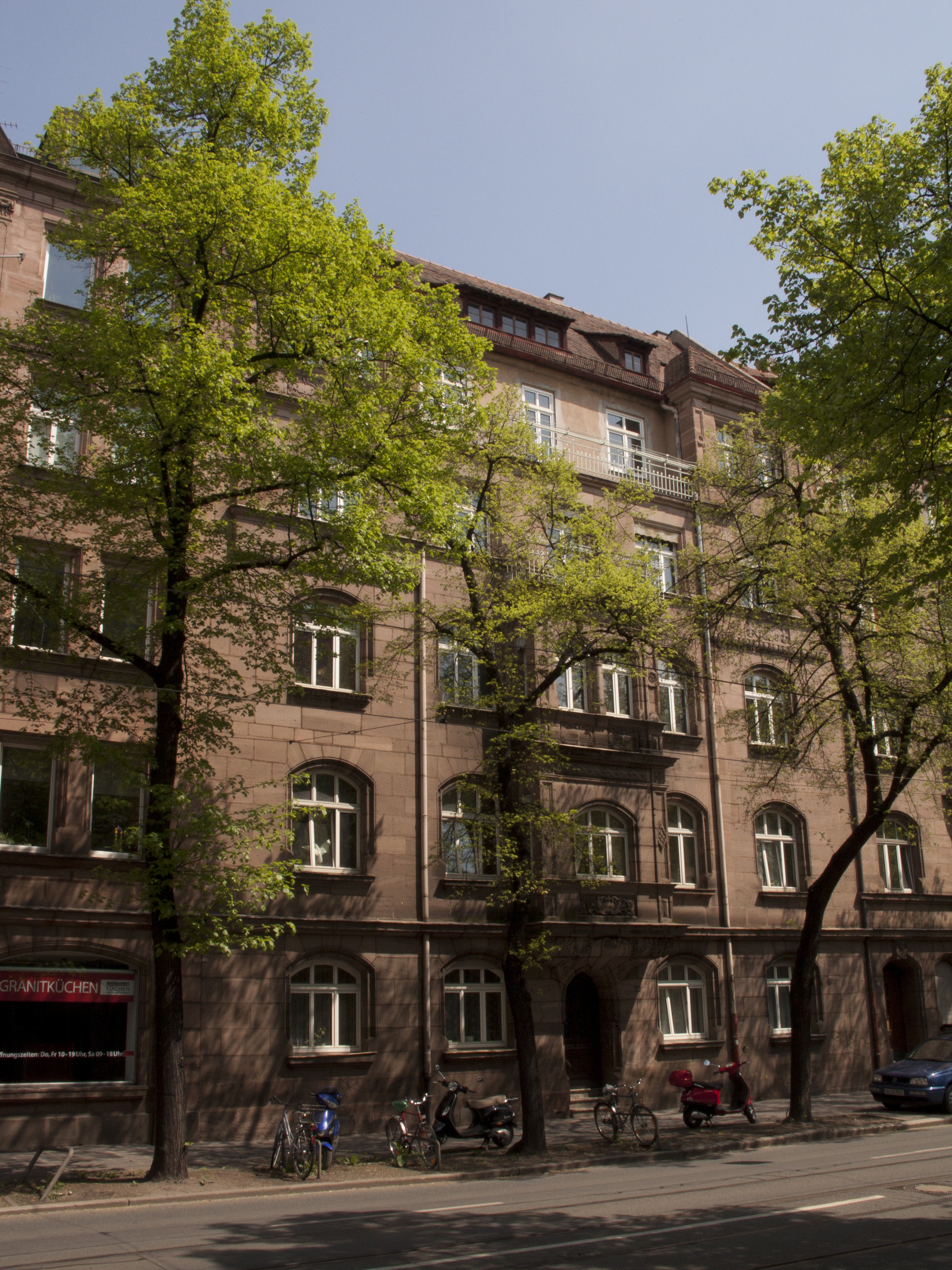
Bucher Straße

## Öffentliche Einrichtungen
- Dienststelle Nürnberg des Bayerischen Landesamtes für Steuern und
- Bundesfinanzdirektion Südost (bis 31. Dezember 2007: Oberfinanzdirektion Nürnberg); beide haben ihren Sitz im selben Gebäude in der Krelingstraße
- Staatsarchiv (Archivstraße)
- Staatliches Hochbauamt (Pirckheimerstraße)
- Stadtteilbibliothek (Maxfeldstraße)
- Evangelische Stadtmission (Verwaltung und diverse Wohltätigkeitseinrichtungen, verteilt auf mehrere Häuser längs der Pirckheimerstraße)

## Bildung
- Hans-Sachs-Gymnasium
- Labenwolf-Gymnasium
- Friedrich-Hegel-Schule (Grundschule)
- Berufsoberschule
- Berufsschulen an der Pilotystraße
- Uhlandschule (Grundschule und separate Hauptschule)

## Verkehr
Gärten hinter der Veste wird seit dem 10. Dezember 2011 durch die Untergrundbahn (Linie U 3 im fahrerlosen Betrieb) in Ost-West-Richtung erschlossen. Der Bahnhof Kaulbachplatz liegt inmitten des Viertels im Jugendstildistrikt. Die U-Bahnhöfe Maxfeld und Friedrich-Ebert-Platz liegen am Ost- bzw. Westrand des Stadtteils. Die Stadtbuslinien 46 und 47 queren Gärten hinter der Veste in Nord-Süd-Richtung. Die Straßenbahnlinie 9 wurde trotz erheblicher Proteste der Bevölkerung in diesem Bereich stillgelegt. Als tangentiale Straßenbahnverbindung besteht noch die Linie 4 über den Friedrich-Ebert-Platz, der am westlichen Rande des Stadtteils liegt. Früher gab es an der Grolandstraße auch den Güterbahnhof Nürnberg Nord mit Anschluss an die Nürnberger Ringbahn.
Durch Gärten hinter der Veste verläuft der Fränkische Marienweg.